# Aeroportul Northwest Florida Beaches
Aeroportul Northwest Florida Beaches (IATA: ECP, ICAO: KECP, FAA LID: ECP) este un aeroport din Florida, Statele Unite ale Americii ce deservește zona Panama City⁠(d). Aeroportul a fost tranzitat în 2020 de 822.236 de pasageri.
Situat la o altitudine de 21 m, aeroportul dispune de 1 pistă.

## Infrastructură

### Piste
Aeroportul dispune de o singură pistă. Pista 16/34 are suprafața de beton și dimensiunile 10.000 picioare × 150 picioare. 